# Enrico Barberi
Enrico Barberi (* 22. Juli 1850 in Bologna; † 13. Januar 1941 ebendort) war ein italienischer Bildhauer, Zeichner und Schriftsteller.

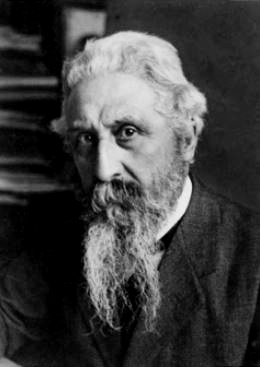
Enrico Barberi

## Leben
Enrico Barberi studierte an der Akademie der Schönen Künste in Bologna und war Schüler von Salvino Salvini. Von 1871 bis 1873 absolvierte er eine Lehre bei dem Bildhauer Giovanni Dupré in Florenz. Im Jahr 1876 zeichnete er sich unter den vielversprechenden Studenten der Accademia di belle arti durch die Ausstellung der großen Otriade in Gips aus. Er lehrte am Istituto di Belle Arti und von 1895 bis 1921 an der Accademia di Belle Arti in Bologna, wo er den Lehrstuhl für Bildhauerei innehatte. Unter seiner Leitung wurden Generationen von Bildhauern ausgebildet, von denen einige nationale und internationale Berühmtheit erlangten. Unter ihnen: Silverio Montaguti, Giuseppe Romagnoli, Farpi Vignoli, Antonio Alberghini, Cleto Tomba und Giuseppe Virgili.

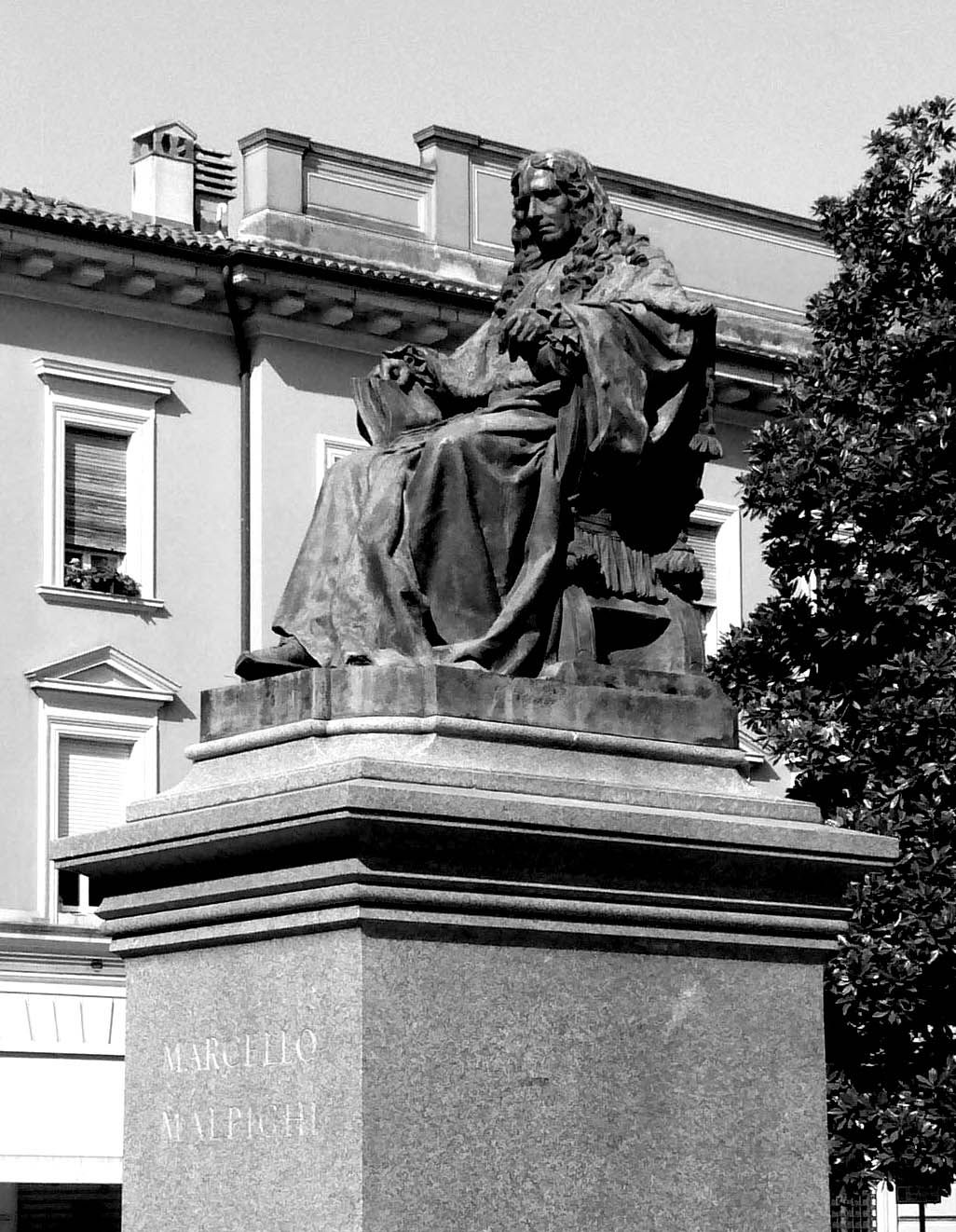
Enrico Barberi. Bronzedenkmal von Marcello Malpighi auf der Piazza di Crevalcore

Er war Mitglied der Künstlergilde Aemilia Ars und arbeitete mit Achille Casanova, Alfonso Rubbiani, Luigi Serra und Alfredo Tartarini zusammen und war mit ihnen befreundet. Der Dichter und Kunstkritiker Alfonso Panzacchi war sein glühender Bewunderer und Barberi malte mindestens zwei Porträts von ihm. Barberi war lange Zeit Professor für Bildhauerei am Collegio Artistico Venturoli in Bologna, wo er zahlreiche Werke und Modelle seiner Skulpturen hinterließ. In der Certosa von Bologna kann man eine große Anzahl seiner Marmorwerke bewundern, der sein gesamtes langes Schaffen umfasst. In der Galleria degli Angeli befinden sich zwei Meisterwerke: das Denkmal für Raffaele Bisteghi (1891) und das Denkmal für die Opernsängerinnen Adelaide und Erminia Borghi-Mamo (1894). In der Kirche San Girolamo steht das elegante Denkmal für Kardinal Vincenzo Moretti (1882). Zu den seltenen öffentlichen Werken gehört das Bronzedenkmal für Marcello Malpighi (1897), das auf der Piazza di Crevalcore steht. Im Jahr 1897 wurde er vom Bürgermeister beauftragt, einen Bericht über den Erhaltungszustand des Neptunbrunnens auf der Piazza Maggiore in Bologna zu erstellen. Der Bildhauer empfahl, die Statue in einem Museum aufzubewahren und durch eine Kopie zu ersetzen. Bis 1919 blieb Barberi offizieller Berater des Neptunbrunnens.

## Hauptwerke im Cimitero Monumentale della Certosa di Bologna
- Pantheon-Saal der berühmten Männer: Statuen des Freundes und Malers Luigi Serra, des Professors Francesco Rocchi (1805–1875) und des Barnabitendichters Paolo Venturini (1800–1850)
- Denkmal für Borghi Mamo, Engelsgalerie[3]
- Denkmal für Raffaele Bisteghi[4]
- Denkmal für Kardinal Vincenzo Moretti[5]
- Denkmal der Familie Rivani[6]
- Denkmal für Camillo Zambeccari Zanchini[7]
- Denkmal für Emilio Putti, Chiostro V
- Rivani-Denkmal, Chiostro III
- Trombetti-Denkmal, Engelsgalerie
- Cavazza-Denkmal, Engelsgalerie
- Garelli-Denkmal, Engelsgalerie
- Vespignanni-Zelle, Engelsgalerie
- Facchini-Zelle, Engelsgalerie
- Pezzoli-Denkmal, Chiostro VII
- Berlinzani-Denkmal, Chiostro VII
- Veratti-Denkmal, Chiostro VII
- Lorenzin-Denkmali, Chiostro VII
- Agostini-Denkmal, Chiostro VII
- Guidicini-Denkmal, Chiostro VII
- Pizzoli-Denkmal, Chiostro VII
- Pezzoli-Denkmal, Chiostro VII
- Faccioli Brugnoli-Denkmal, Chiostro IX
- Denkmal für Goffredo Franceschi, Corsia del Colombario

## Weitere Werke
- Prometeus, aufbewahrt in der Accademia di Belle Arti, Bologna
- Hl. Franziskus, Kapuziner-Kirche, Imola
- Büste von Enrico Panzacchi, 1812, für die Gärten in Bologna
- Verschiedene Grabdenkmäler auf dem Friedhof von Cesena.[8]

## Schenkungen
1987 schenkte sein Neffe Mario der Galleria d’Arte Moderna in Bologna Dokumente und Zeichnungen von Luigi Serra, die Barberi wahrscheinlich direkt von dem Maler erhalten hatte.

## Bildergalerie

Grabmäler in der Certosa di Bologna
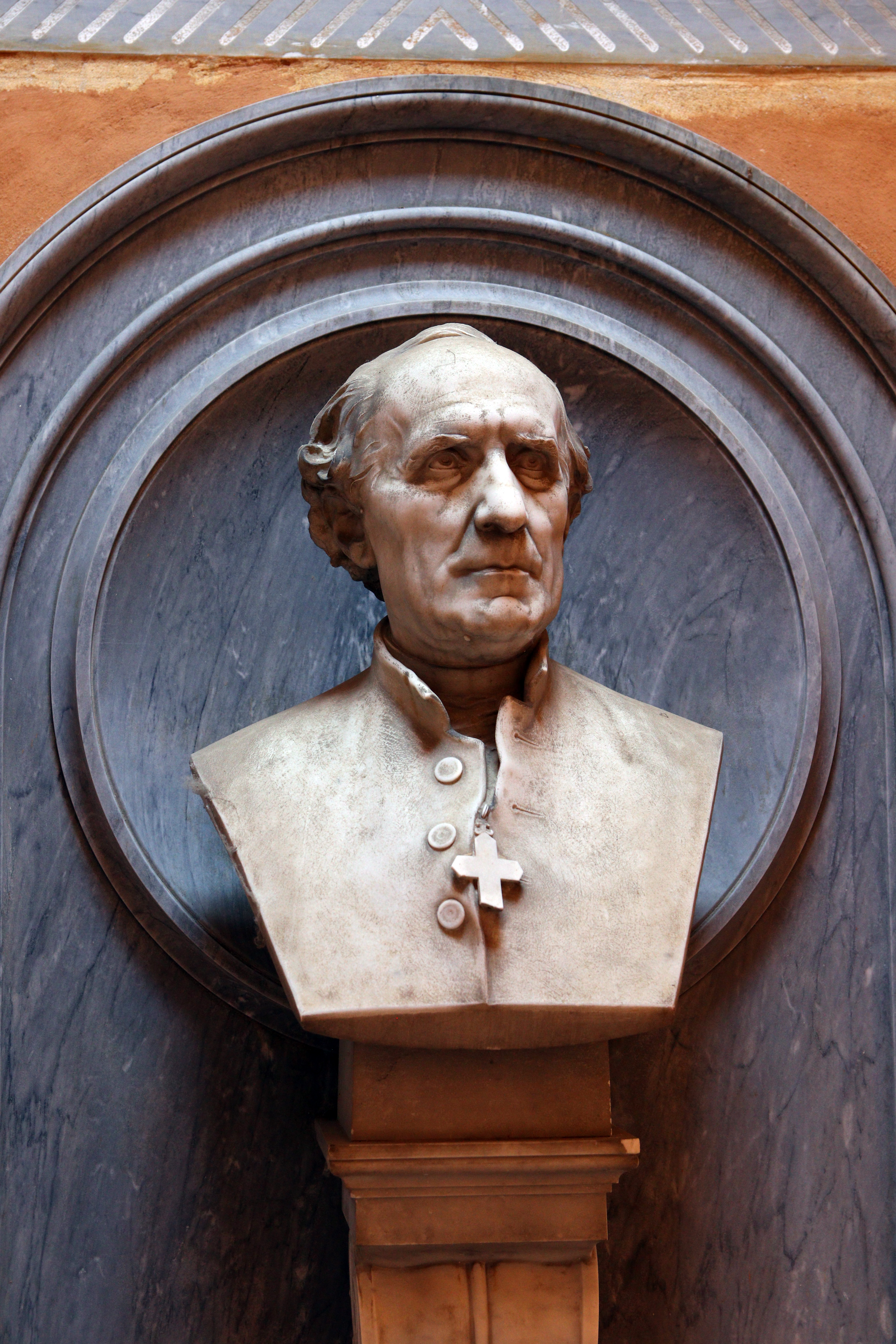
Büste von Antonio Garelli
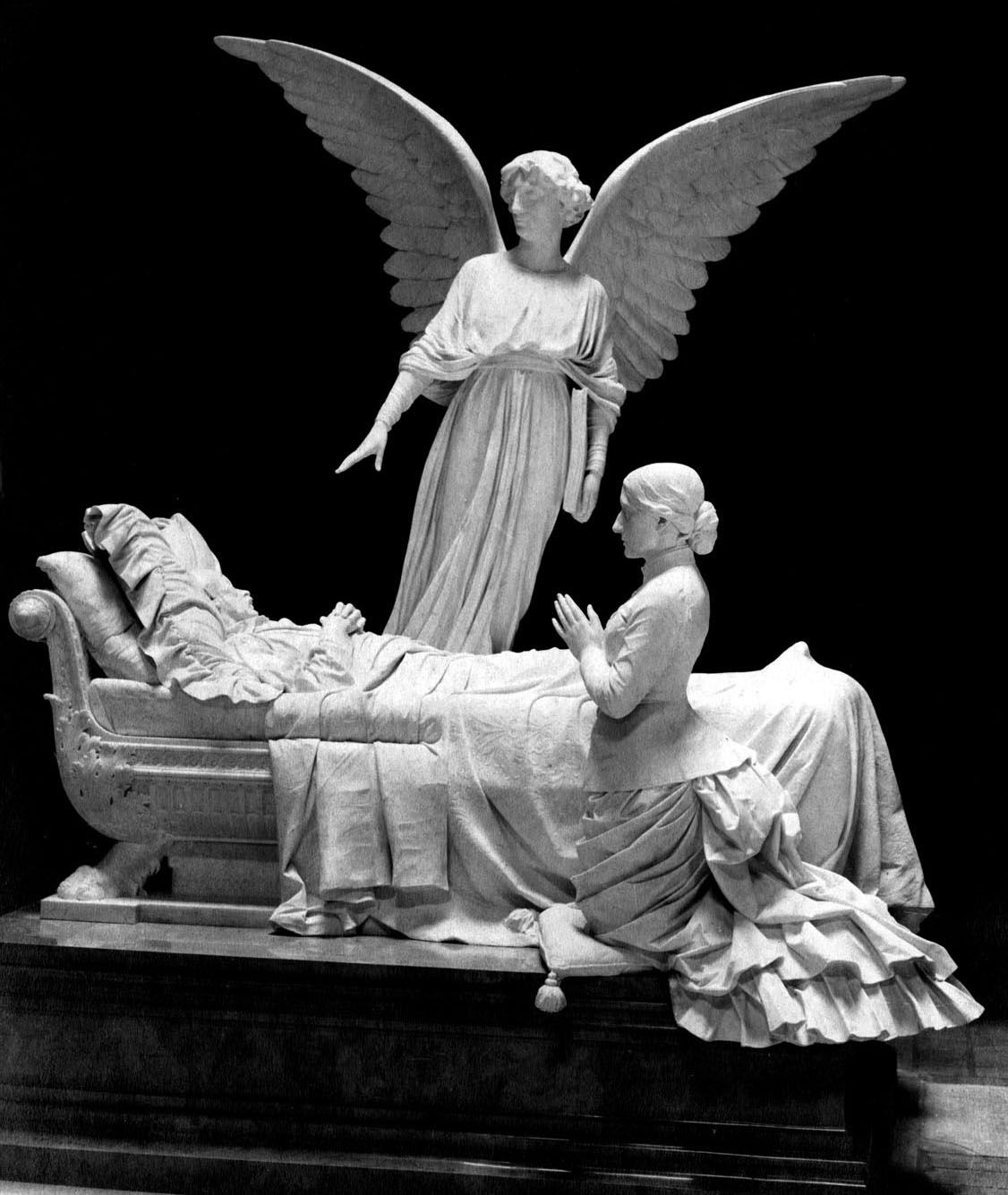
Denkmal für Raffaele Bisteghi
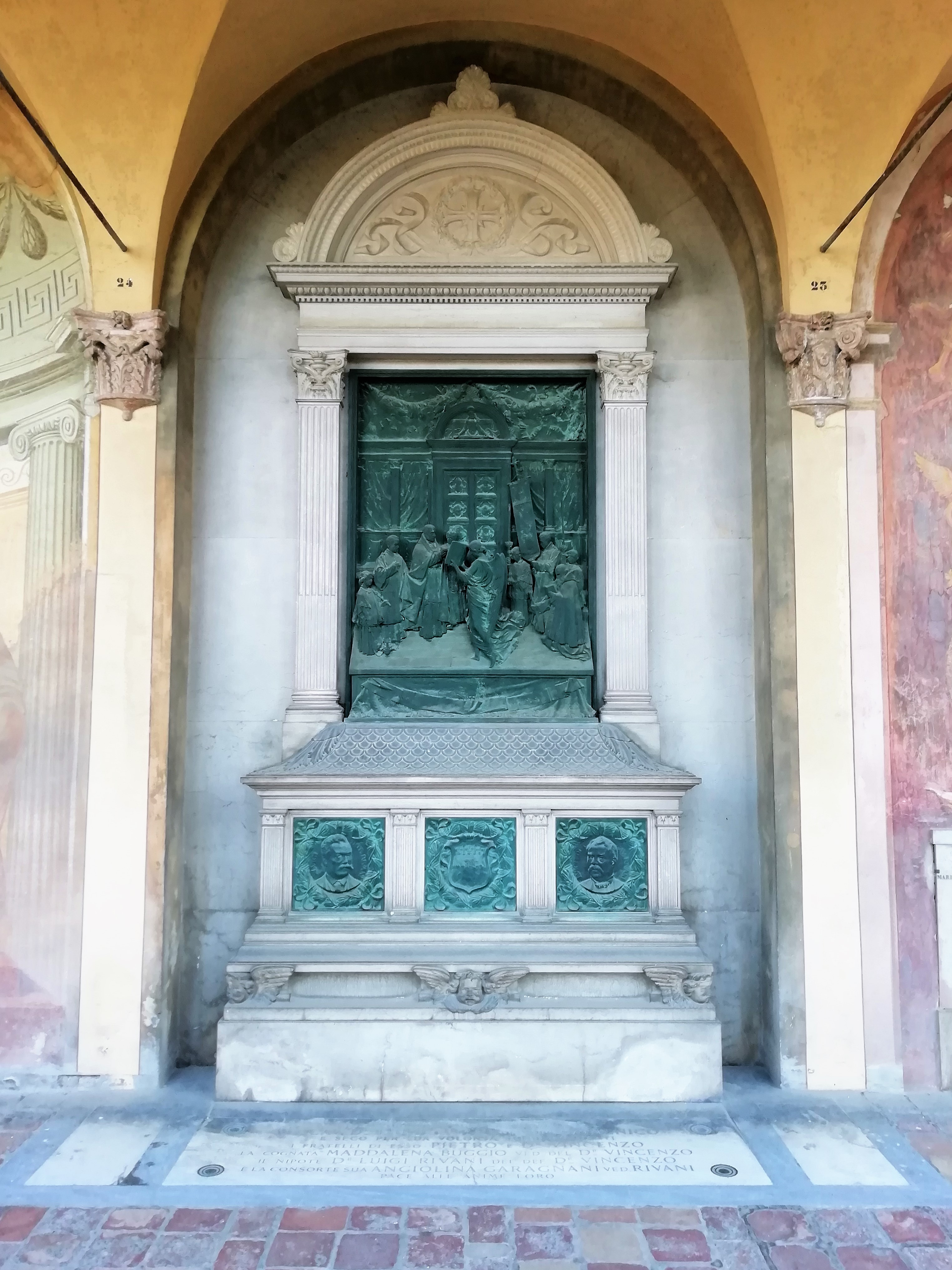
Rivani-Denkmal
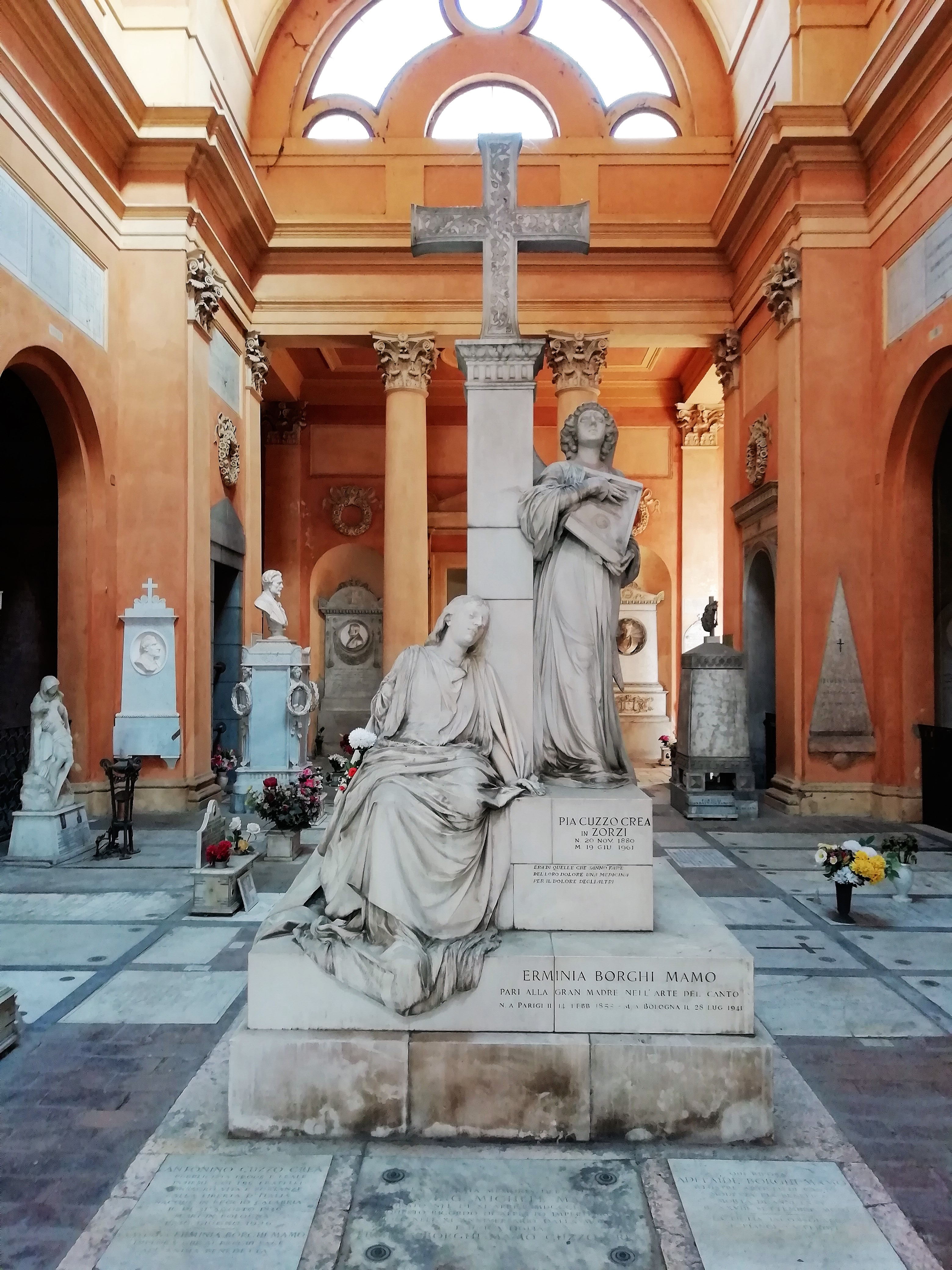
Borghi-Mamo-Denkmal
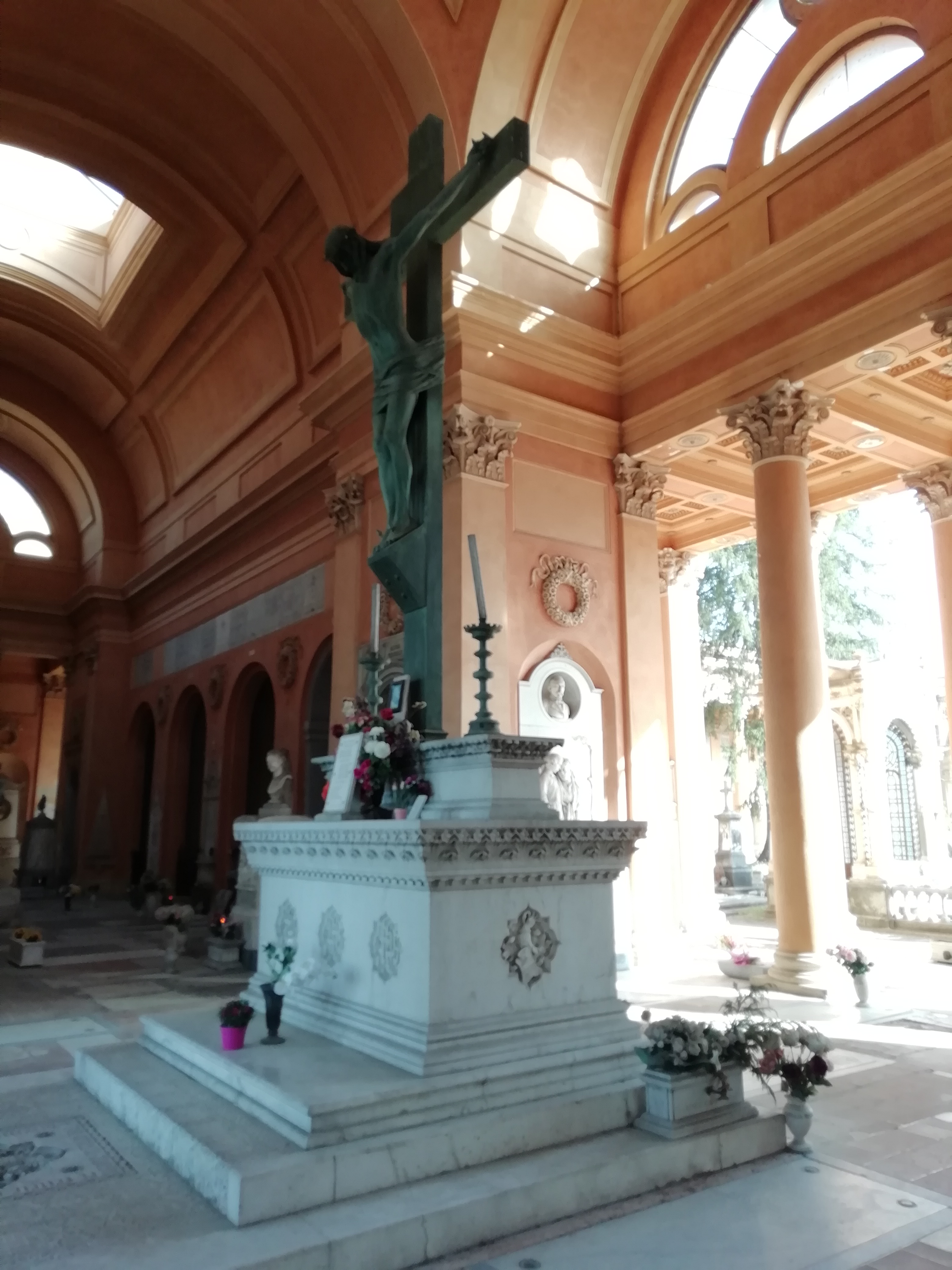
Cavazza-Denkmal
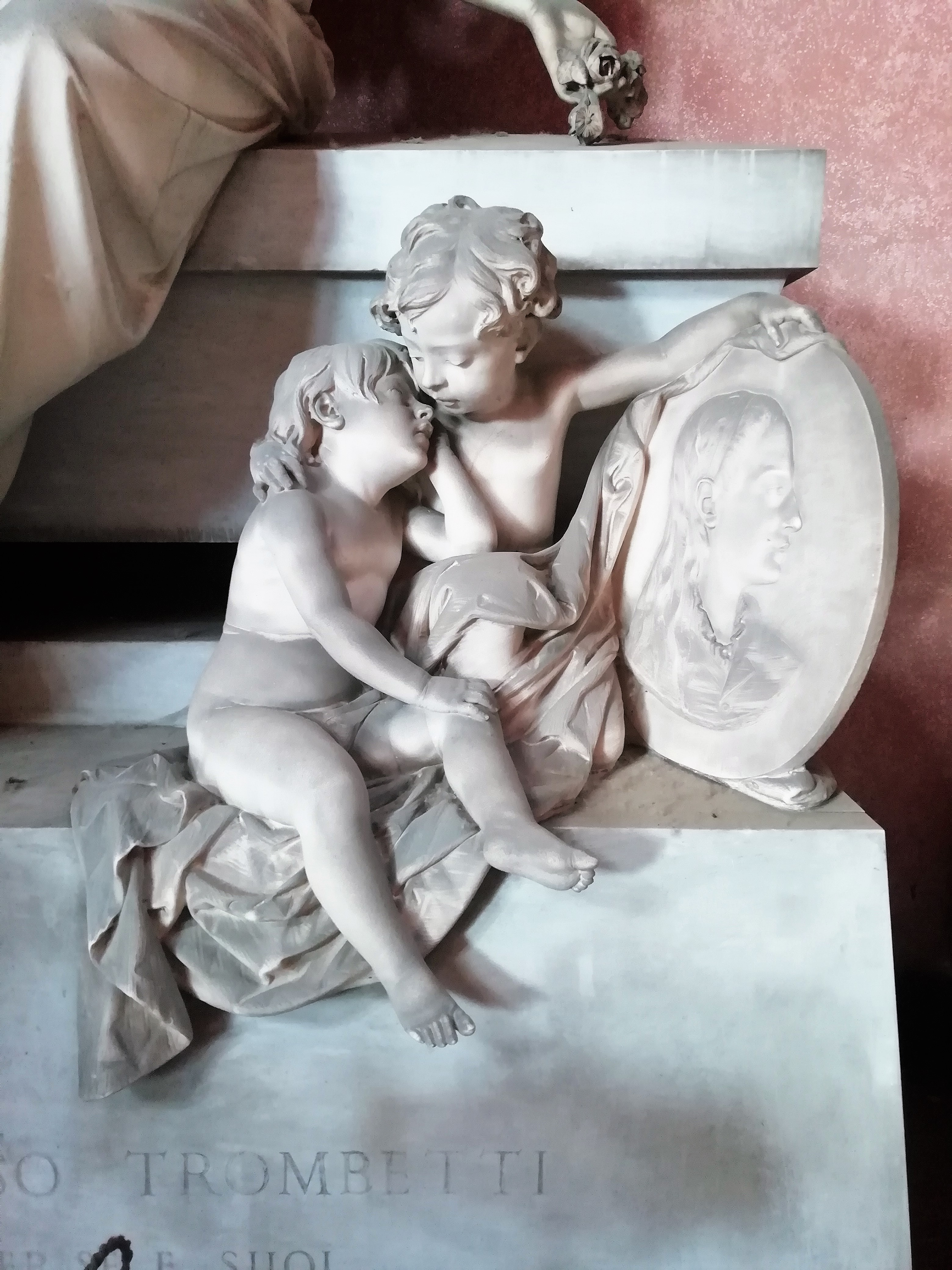
Trombetti-Denkmal (Detail)
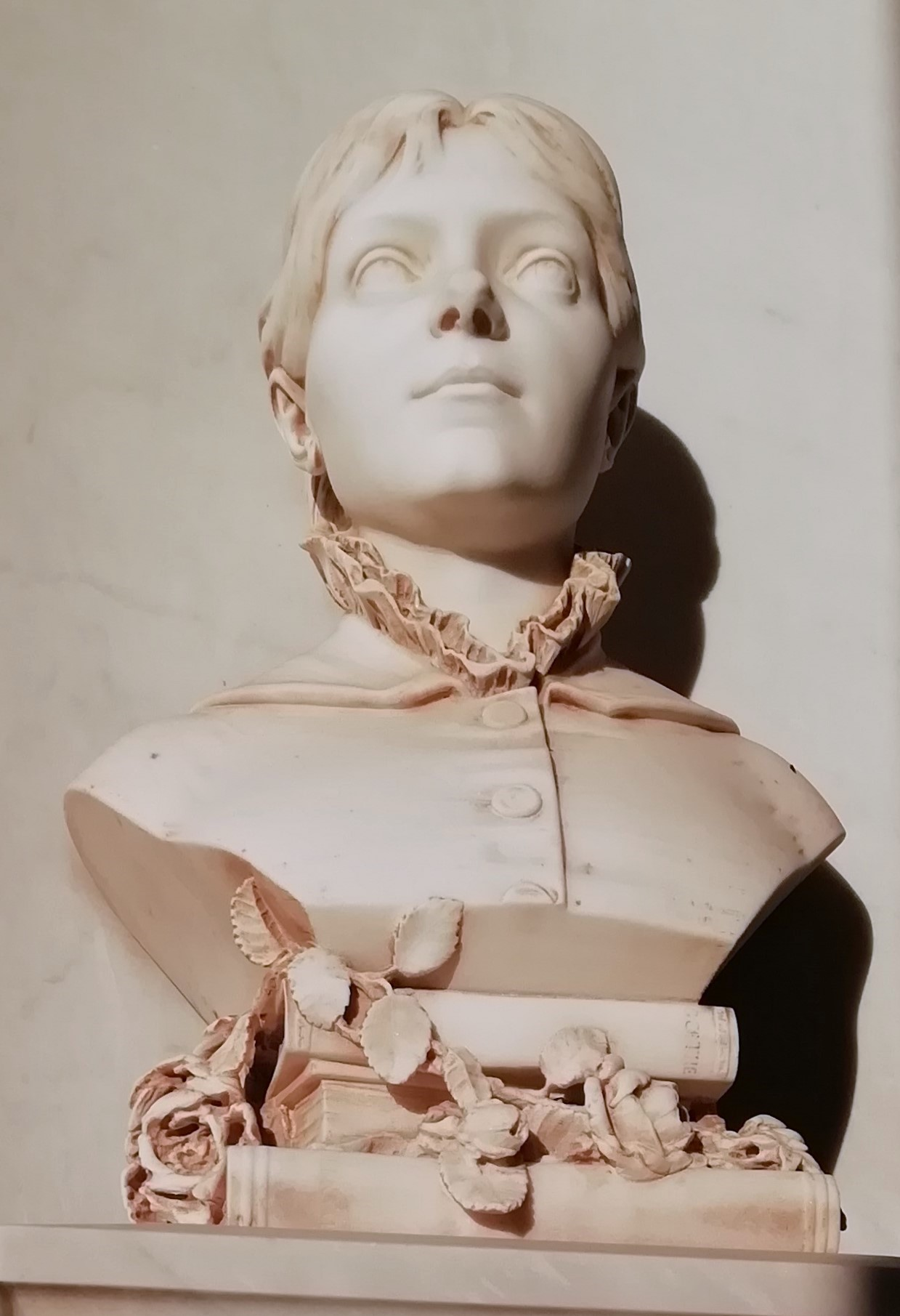
Veratti-Denkmal (Detail)